# Hedylus crassicornis
Hedylus crassicornis là một loài tò vò trong họ Ichneumonidae.